# Polyrhachis terpsichore
Polyrhachis terpsichore é uma espécie de formiga do gênero Polyrhachis, pertencente à subfamília Formicinae.